# Élections générales britanniques de 1852
Les élections générales britanniques de 1852 se sont déroulées du 7 juillet au 31 juillet 1852. Ces élections sont remportées par le Parti conservateur.

## Résultats
| Parti | Parti              | Candidats | Candidats | Candidats | Votes   | Votes | Votes |
| Parti | Parti              | Présentés | Élus      | +/-       | Nombre  | %     | +/-   |
| ----- | ------------------ | --------- | --------- | --------- | ------- | ----- | ----- |
|       | Parti conservateur | 461       | 330       | +5        | 311 481 | 41,9  | -0,5  |
|       | Parti whig         | 488       | 324       | +32       | 430 882 | 57,9  | +4,1  |
|       | Chartiste          | 4         | 0         | -1        | 1 541   | 0,2   | +0,1  |
| Total | Total              | 953       | 654       | =         | 743 904 | 100   | =     |